# Joan Segarra i Iracheta
Joan Segarra i Iracheta (Barcelona, 15 de novembre del 1927 - Taradell, 3 de setembre del 2008) va ser un destacat futbolista català del Futbol Club Barcelona durant els anys 50. Va ser internacional amb la selecció catalana i amb la selecció espanyola.

## Biografia
La seva trajectòria començà a la Penya Buenos Aires, el Sansenc i l'Atlètic Club Sant Pol. A continuació fitxà pel FC Vilafranca quatre temporades, fins a l'any 1950, en que ingressà al FC Barcelona.
Juanito Segarra va ser un dels jugadors més carismàtics de la història del Barça. Va rebre el sobrenom de el gran capità. Va jugar 16 temporades al club, entre 1949 i 1965, i va disputar un total de 528 partits (entre oficials i amistosos). Durant molts anys va tenir el rècord de partits disputats al club, fins que fou superat per Carles Rexach a finals dels 70. Actualment, és el sisè jugador que més vegades ha defensat la samarreta blaugrana, per darrere de Xavi, Migueli, Rexach, Amor i Rifé. Fou capità del "Barça de les Cinc Copes" i del "Barça d'Helenio Herrera", dos dels millors conjunts de la història del club.
Segarra era un jugador polivalent. A banda de les seves qualitats com a futbolista, va guanyar-se l'admiració i el respecte de companys i rivals per l'actitud noble i valenta que el va caracteritzar. S'inicià com a defensor esquerrà, tot i que finalitzà la seva vida esportiva a la posició de mig volant. Fou titular de la selecció espanyola entre 1951 i 1962, on va disputar 25 partits internacionals. Amb el Barça guanyà quatre lligues i sis copes, entre d'altres trofeus.
Va jugar el seu primer partit amb la selecció catalana l'any 1947 contra la selecció d'Espanya, a l'estadi de Sarrià.
Un cop retirat com a jugador, el club el va homenatjar al Camp Nou el 9 de setembre del 1964. L'any següent es titulà com a entrenador, va dirigir diversos equips infantils del club i el Barcelona Atlètic. També fou ajudant d'Helenio Herrera a la banqueta del primer equip la temporada 1979-1980.

## Trajectòria esportiva
- Atlètic Sansenc
- Atlètic Club Sant Pol
- FC Vilafranca
- FC Barcelona 1950-1965.

## Palmarès
- 4 Lliga espanyola de futbol masculina: 1952, 1953, 1959, 1960.
- 6 Copa espanyola de futbol masculina: 1951, 1952, 1953, 1957, 1959, 1963.
- 2 Copa de les Ciutats en Fires: 1955-58, 1958-60.
- 2 Copa Llatina: 1949, 1952.
- 2 Copa Eva Duarte de Perón: 1952, 1953.